# Stephen Bechtel Jr.
Stephen Davison Bechtel Jr. (Oakland, 10 de mayo de 1925 - Reston, 15 de marzo de 2021) fue un multimillonario estadounidense, empresario, ingeniero civil y copropietario de Bechtel Corporation. Era hijo de Stephen Davison Bechtel y nieto de Warren A. Bechtel, quien fundó Bechtel Corporation. Era conocido por expandir la huella global de la corporación a través de varios de sus proyectos internacionales. Algunos de los proyectos ejecutados bajo su liderazgo de la compañía incluyeron el Aeropuerto Internacional Rey Khalid en Riad, la Ciudad Industrial Jubail en Arabia Saudita, así como plataformas petroleras en el Mar del Norte, plantas de gas natural licuado en Argelia, Indonesia y los Emiratos Árabes Unidos.
Bechtel también formó parte de la junta directiva de General Motors e IBM. Tenía una licenciatura de la Universidad Purdue y una maestría de la Escuela de Postgrado de Negocios Stanford.

## Primeros años
Bechtel nació en Oakland, California el 10 de mayo de 1925. Era hijo de Laura A. Peart y Stephen Davison Bechtel, así como nieto de Warren A. Bechtel, fundador de la empresa estadounidense de construcción e ingeniería civil Bechtel Corporation. Durante su tiempo en la escuela secundaria, se alistó en la Reserva del Cuerpo de Marines y fue a la Universidad de Colorado para estudiar ingeniería. Se graduó de la Universidad de Purdue con una Licenciatura en Ciencias grado en ingeniería civil en 1946. Fue miembro de Beta Theta Pi durante su tiempo en la universidad. Obtuvo su título de Maestría en Administración de Empresas de la Stanford Graduate School of Business en 1948.

## Carrera profesional
Bechtel se incorporó a la empresa familiar en 1948. Si bien inicialmente quería ingresar a la construcción de viviendas, su padre lo convenció al mostrar los proyectos globales de Bechtel Corporation en un viaje de tres semanas. Sucedió a su padre, Stephen Bechtel Sr., como presidente de Bechtel Corporation en 1960 y presidente en 1969. Su carrera en la empresa duró 30 años hasta su jubilación en 1990. Durante su tiempo, la compañía que anteriormente era conocida por su trabajo en la presa Hoover y el Bay Area Rapid Transit, expandió su presencia global trabajando en el Eurotúnel que conecta Francia con el Reino Unido, el Aeropuerto Internacional Rey Khalid en Riad y Ciudad industrial de Jubail en Arabia Saudita. Este último es considerado uno de los mayores proyectos de ingeniería civil de la época. La compañía participó en la construcción de plataformas petroleras en el Mar del Norte, plantas de gas natural licuado en Argelia, Indonesia y los Emiratos Árabes Unidos, y también en la limpieza del sitio del reactor nuclear Three Mile Island en Pensilvania, Estados Unidos.
El papel de la compañía en los proyectos de infraestructura de Boston, titulado Big Dig, en la década de 1990, fue objeto de escrutinio, y la compañía tuvo que pagar para resolver un litigio por el colapso del techo y los túneles con fugas. Anteriormente, la compañía había sido acusada por el Departamento de Justicia de Estados Unidos en 1976 de cumplir ilegalmente con el boicot de la Liga Árabe a Israel, y también había enfrentado críticas por emprender proyectos en Irak durante el mandato de Sadam Huseín en los años ochenta. Durante su liderazgo, el exceso de petróleo de la década de 1980 y la caída resultante en los precios del petróleo dieron como resultado una reducción del gasto de los países del Medio Oriente en proyectos de infraestructura, incluidos los oleoductos, lo que resultó en un impacto significativo en el negocio de la compañía. Además de los despidos de aproximadamente la mitad de su gran fuerza laboral de 44,000 miembros, la compañía bajo el liderazgo de Bechtel emprendió acciones de ingeniería financiera, incluida la participación en algunos de los proyectos de infraestructura.
Durante su tiempo en la empresa, a lo largo de tres décadas, los ingresos de la empresa se multiplicaron por once, y la empresa también pasó de la propiedad mayoritaria que reside dentro de la familia a un modelo que tenía la propiedad mayoritaria de gerentes fuera de la familia. Poseía el 20 por ciento de las acciones de la compañía y Forbes estimó su patrimonio neto en 2021 en $2.9 mil millones. Después de su retiro de Bechtel Corporation, dirigió la empresa de bienes raíces Fremont Group, que también fue uno de los primeros inversores en Starbucks Corporation. También se había desempeñado como director en la junta de General Motors e IBM.

### Nombramientos políticos
Lyndon B. Johnson nombró a Bechtel para el Comité de Vivienda Urbana del Presidente. Richard Nixon lo nombró miembro del Consejo Nacional de Control de la Contaminación Industrial, la Comisión Nacional de Productividad, el Comité Asesor de Gestión Laboral y la Comisión Nacional para la Paz Industrial. Gerald Ford le pidió a Bechtel que formara parte del Comité de Gestión Laboral del Presidente.

### Boy Scouts
Bechtel se convirtió en Eagle Scout en 1940 y ha sido reconocida por Boy Scouts de América con el Distinguished Eagle Scout Award y el Silver Buffalo Award. El tío de Stephen, Kenneth K. Bechtel, recibió el Silver Buffalo en 1950 y se desempeñó como presidente nacional de los Boy Scouts of America de 1956 a 1959.
La BSA adquirió una nueva propiedad cerca de Beckley, Virginia Occidental para una nueva base de aventuras en 2009. Bechtel donó $50 millones para la nueva base, que ha sido nombrada Reserva Scout Nacional de la Familia Summit Bechtel.

### Filantropía
Bechtel contribuyó a numerosas causas ambientales. Creó una fundación en 1957 para apoyar estos casos. La fundación contribuyó con 50 millones de dólares para crear una Reserva Scout Nacional en el sur de Virginia Occidental, en donde ahora se celebran las reuniones nacionales de los boy scouts. La fundación contribuyó con 25 millones de dólares para renovar el Presidio Real de San Francisco. La Fundación SD Bechtel Jr. y el Fondo Stephen Bechtel apoyan a muchos grupos sin fines de lucro, especialmente en la zona de la Bahía de San Francisco.La generosidad de Stephen y Betty también se extendió a la Casa Internacional de la Universidad de California en Berkeley, el Mills College, la Orquesta Sinfónica de San Francisco, el Ballet de San Francisco, la Escuela Head Royce, el Museo de Bellas Artes de San Francisco, la Real Sociedad de Horticultura, la American Amigos de la Royal Academy Trust, The Nature Conservancy, la Royal Oak Foundation, la Biblioteca Huntington y el Fideicomiso Nacional para la Preservación Histórica.

## Premios y honores
Bechtel fue elegido miembro de la Academia Estadounidense de Artes y Ciencias en 1990. En 1980 recibió la medalla Hoover, que conmemora los logros cívicos y humanitarios de los ingenieros. En 1990, fue elevado a Miembro Nacional de Honor por Chi Epsilon, la sociedad nacional de honor de ingeniería civil. En 1998, él y su hijo Riley recibieron el Premio de Honor del National Building Museum por las contribuciones de su empresa al entorno construido. Bechtel recibió el Premio a la Excelencia de Engineering News-Record por su liderazgo en Bechtel Corporation.
Recibió la Medalla Nacional de Tecnología e Innovación en 1991, del entonces presidente de los Estados Unidos, George H. W. Bush.

## Vida personal
Bechtel se casó con su esposa Elizabeth Mead Hogan en 1946. La pareja tuvo dos hijos y tres hijas. Su hijo Riley Bechtel lo sucedió como presidente y director ejecutivo de Bechtel Corporation. Era un entusiasta de la naturaleza y excursionista que una vez había hecho la caminata hasta el campamento base del Everest y también había caminado por el sendero John Muir en un recorrido de 211 millas.
Bechtel falleció el 15 de marzo de 2021 en su casa en Reston, Virginia. Tenía 95 años.

## Libros
- Laton., McCartney, (1989). Friends in high places : the Bechtel story : the most secret corporation and how it engineered the world. Ballantine Books. ISBN 0-345-36044-3. OCLC 19642636.